# Zbiór Bernsteina
Zbiór Bernsteina – podzbiór przestrzeni polskiej, który jest w pewnym sensie bardzo nieregularny. Zbiór Bernsteina, jako podzbiór zbioru liczb rzeczywistych jest przykładem zbioru niemierzalnego (w sensie Lebesgue’a). Nazwa pojęcia została wprowadzona dla uhonorowania niemieckiego matematyka Felixa Bernsteina, który pierwszy rozważał zbiory tego typu w 1908.

## Definicja formalna
Niech {\displaystyle X} będzie nieprzeliczalną przestrzenią polską. Podzbiór {\displaystyle Z\subseteq X} jest zbiorem Bernsteina w {\displaystyle X}, jeśli dla każdego nieprzeliczalnego zbioru borelowskiego {\displaystyle B\subseteq X} spełnione są warunki
- {\displaystyle B\cap Z\neq \varnothing ,}
- {\displaystyle B\setminus Z\neq \varnothing .}

## Własności
Niech {\displaystyle X} będzie nieprzeliczalną przestrzenią polską oraz niech {\displaystyle Z\subseteq X.} Wówczas następujące warunki są równoważne:
- {\displaystyle Z} jest zbiorem Bernsteina,
- ani {\displaystyle Z,} ani {\displaystyle X\setminus Z} nie zawiera nieprzeliczalnego domkniętego podzbioru {\displaystyle X,}
- zarówno {\displaystyle Z,} jak i {\displaystyle X\setminus Z} ma niepusty przekrój z każdym nieprzeliczalnym domkniętym podzbiorem {\displaystyle X.}

Jeśli {\displaystyle Z\subseteq X} jest zbiorem Bernsteina, to:
- {\displaystyle X\setminus Z} jest zbiorem Bernsteina,
- {\displaystyle Z} nie ma własności Baire’a,
- {\displaystyle Z} jest niemierzalny względem dowolnej niezerowej miary Radona na {\displaystyle X,}
- {\displaystyle Z} jest pełnej miary zewnętrznej Lebesgue’a, a wewnętrzną miarę Lebesgue’a ma zerową.

Istnieją takie dwie podgrupy {\displaystyle G_{1},G_{2}} grupy {\displaystyle (\mathbb {R} ,+)} dla których
{\displaystyle G_{1}\cap G_{2}=\{0\}}
i które są zbiorami Bernsteina.

## Konstrukcja
Dowód istnienia zbiorów Bernsteina wymaga użycia aksjomatu wyboru. Jan Mycielski, Hugo Steinhaus i Stanisław Świerczkowski udowodnili, że pod założeniem aksjomatu determinacji nie istnieją zbiory Bernsteina.
Poniższe rozumowanie oparte jest na twierdzeniu Zermela, które mówi, że każdy zbiór można dobrze uporządkować (twierdzenie Zermela jest równoważne aksjomatowi wyboru).
Niech X będzie nieprzeliczalną przestrzenią polską – wówczas X jest mocy continuum oraz rodzina wszystkich borelowskich podzbiorów {\displaystyle X} jest również mocy continuum. Wobec powyższego można wszystkie nieprzeliczalne podzbiory borelowskie przestrzeni X ustawić w ciąg pozaskończony
{\displaystyle \{B_{\alpha }:\alpha <2^{\aleph _{0}}\}.}
(Powyżej liczba kardynalna {\displaystyle 2^{\aleph _{0}}} traktowana jest jako liczba porządkowa). Następnie, przez indukcję ze względu na {\displaystyle \alpha <2^{\aleph _{0}}} można wybrać takie punkty {\displaystyle x_{\alpha },y_{\alpha }\in X,} że:
{\displaystyle x_{\alpha }\neq y_{\alpha },}
{\displaystyle x_{\alpha },y_{\alpha }\in B_{\alpha }\setminus \{x_{\beta },y_{\beta }:\beta <\alpha \}.}
Wybór jest możliwy, ponieważ na kroku {\displaystyle \alpha <2^{\aleph _{0}}} wiadomo, że zbiór {\displaystyle B_{\alpha }} jest nieprzeliczalny, a więc (jako zbiór borelowski) także mocy continuum, natomiast zbiór {\displaystyle \{x_{\beta },y_{\beta }:\beta <\alpha \}} jest mocy mniejszej niż continuum.
Po zakończeniu powyższego procesu, skonstruowane zbiory
{\displaystyle \{x_{\alpha }\colon \,\alpha <2^{\aleph _{0}}\}} i {\displaystyle \{y_{\alpha }\colon \,\alpha <2^{\aleph _{0}}\}}
są rozłączne oraz każdy z nich jest zbiorem Bernsteina.

### Wzmocnienie
Powyższą konstrukcję można wzmocnić: dla dowolnej nieprzeliczalnej przestrzeni polskiej istnieje jej rozbicie {\displaystyle (X_{\alpha })_{\alpha <2^{\aleph _{0}}}} na continuum wiele zbiorów Bernsteina.
Dowód. Istnieje taka funkcja
{\displaystyle f\colon \mathbb {R} \to \mathbb {R} }
że
{\displaystyle f(P)=\mathbb {R} }
dla każdego zbioru doskonałego {\displaystyle P\subset \mathbb {R} } (w literaturze funkcje takie noszą nazwę perfectly everywhere surjective functions).
Istotnie, niech
{\displaystyle \{(P_{\alpha },x_{\alpha })\colon \alpha <2^{\aleph _{0}}\}}
będzie ustawieniem w ciąg pozaskończony wszystkich par {\displaystyle (P,x),} gdzie {\displaystyle P} jest zbiorem doskonałym a {\displaystyle x} punktem prostej. Funkcję {\displaystyle f} można zdefiniować rekursywnie:
- W kroku zerowym, ze zbioru {\displaystyle P_{0}} można wybrać dowolny punkt {\displaystyle y_{0}} i zdefiniować {\displaystyle f(y_{0})=x_{0}.}
- W kroku {\displaystyle \alpha } ze zbioru

{\displaystyle P_{\alpha }\setminus \{y_{\xi }\colon \xi <\alpha \}}
wybiera się punkt {\displaystyle y_{\alpha }} i definiuje {\displaystyle f(y_{\alpha })=x_{\alpha }.}
- Dla punktów {\displaystyle y\in \mathbb {R} \setminus \{y_{\alpha }<2^{\aleph _{0}}\}} definiuje się {\displaystyle f(y)=0.}

Dla każdego zbioru doskonałego {\displaystyle P} i punktu {\displaystyle x\in \mathbb {R} } istnieje taka liczba {\displaystyle \alpha <2^{\aleph _{0}},} że {\displaystyle (P,x)=(P_{\alpha },x_{\alpha }).} Zatem na mocy konstrukcji {\displaystyle f(P)=\mathbb {R} .} Rozważmy teraz rodzinę zbiorów
{\displaystyle \{f^{-1}(x)\colon x\in \mathbb {R} \}.}
Składa się ona ze zbiorów parami rozłącznych i takich, że mają one punkty wspólne z każdym zbiorem doskonałym. Zatem jest to rodzina składająca się z {\displaystyle 2^{\aleph _{0}}} wielu zbiorów Bernsteina.

### Liczba zbiorów Bernsteina na prostej
Istnieje {\displaystyle 2^{2^{\aleph _{0}}}} parami różnych zbiorów Bernsteina na prostej. Istotnie, niech
{\displaystyle \{X_{\alpha }\colon \alpha <2^{\aleph _{0}}\}}
będzie rodziną parami rozłącznych zbiorów Bernsteina na prostej (liczba kardynalna {\displaystyle {\mathfrak {c}}} jest, w szczególności, liczbą porządkową). Niech {\displaystyle S\subset 2^{\aleph _{0}}} będzie takim niepustym zbiorem, że {\displaystyle 2^{\aleph _{0}}\setminus S} jest niepusty. Niech ponadto
{\displaystyle X_{S}=\bigcup _{\alpha \in S}X_{\alpha }.}
Wówczas {\displaystyle X_{S}} jest zbiorem Bernsteina. Istotnie, niech {\displaystyle \alpha \in S,} {\displaystyle \beta \in 2^{\aleph _{0}}\setminus S} i niech {\displaystyle P} będzie zbiorem doskonałym. Wówczas
{\displaystyle X_{\alpha }\cap P\neq \varnothing \neq X_{\beta }\cap P.}
Stąd
{\displaystyle X_{S}\cap P\neq \varnothing \neq P\setminus X_{S},}
co dowodzi, że {\displaystyle X_{S}} jest zbiorem Bernsteina, oraz każdy zbiór {\displaystyle X_{S}} jest jednoznacznie wyznaczony przez niepusty podzbiór {\displaystyle S\subset 2^{\aleph _{0}}} o niepustym dopełnieniu. Takich zbiorów jest jednak {\displaystyle 2^{2^{\aleph _{0}}}.}